# Pseudocreobotra wahlbergii
La mantis flor espinosa o mantis flor africana (Pseudocreobotra wahlbergii) es una especie de mantis de la familia Hymenopodidae.

## Distribución geográfica
Se encuentra en Angola, Etiopía, Kenia, Congo, Malaui, Mozambique, Tanzania, Zanzíbar, Transvaal, Zambia y Zimbabue.